# Beskid (Koczerha)
Beskid (dawniej też: Koczerha, Pasika; 689 m n.p.m.) – szczyt w głównym grzbiecie wododziałowym Karpat, w zachodniej części Beskidu Niskiego. Przez szczyt biegnie granica państwowa polsko-słowacka.

## Położenie
Leży na wschód od przełęczy Dujawa. W kierunku południowo-wschodnim obniża się łagodnie grzbietem, który poprzez Vysoký vrch (642 m n.p.m.) i Panský vrch (617 m n.p.m.) opada ku Przełęczy pod Zajęczym Wierchem.

## Ukształtowanie
Wydłużony w kierunku z północnego zachodu na południowy wschód masyw Beskidu w kierunku południowo-zachodnim opada słabo rozczłonkowanymi, dość stromymi stokami ku źródłowym dopływom rzeki Ondawy. W kierunku północno-zachodnim opadają nieco bardziej rozczłonkowane stoki, na których znajdują się źródliska Zdynianki (niżej płynącej jako Zdynia). W kierunku północnym od szczytu wykształca się grzbiet, biegnący przez Łysą Górę (704 m n.p.m.) i Kamienny Wierch (710 m n.p.m.) ku Popowym Wierchom, stanowiący dalej wododział Wisłoki i Ropy. Natomiast w kierunku północno-wschodnim od szczytu odchodzi krótkie ramię, zwieńczone szczytem Mały Beskid (631 m n.p.m.) w widłach Wisłoki i jej lewobrzeznego dopływu, potoku Lipna, nad Radocyną.
Praktycznie cały masyw zarośnięty jest dość gęstym lasem (sosna, brzoza, osika), jedynie w zejściu nad przełęcz Dujawa ku słowackiej stronie opadają rozległe łąki z widokami ku południu (Smilniansky vrch), południowemu zachodowi (Stebnická Magura) i zachodowi (Jaworzyna Konieczniańska).
Na szczycie wznosiła się kiedyś drewniana wieża triangulacyjna, jednak na przełomie tysiącleci istniały z niej jedynie szczątki belek.

### Piesze szlaki turystyczne
Przez szczyt, wzdłuż przecinki granicznej biegną:
- polski, znakowany niebiesko  szlak "graniczny" na odcinku Konieczna – Beskid – Panský vrch – Przełęcz pod Zajęczym Wierchem – Przełęcz Beskid nad Ożenną (590 m n.p.m.) – Ożenna;
- biegnący równolegle słowacki, znakowany czerwono  szlak "graniczny".

Północnymi podnóżami Beskidu, poprzez dwie przełączki łączące go ze wzmiankowanymi wyżej grzbietami, biegnie:
- znakowany żółto  szlak z przełęczy Dujawa przez górny skraj Koniecznej do Radocyny.